# Корпус за бързо реагиране (филм)
„Корпус за бързо реагиране“ е български игрален филм (комедия, екшън) от 2012 година на режисьора Станислав Дончев, по сценарий на Васко Мавриков и Станислав Дончев. Оператор е Добромир Николов.

## Актьорски състав
- Васил Мавриков – Васко, инициатор за създаване на корпуса за бързо реагиране
- Евгени Будинов – Гецата
- Ивелин Найденов – Борето, компютърен спец на корпуса
- Диана Любенова – Г-жа Георгиева
- Мариан Вълев – Г-н Георгиев
- Башар Рахал – Кутрум
- Стойко Пеев – Майор Мишев
- Латинка Петрова
- Карла Рахал
- Максим Генчев
- Фахрадин Фахрадинов
- Златка Димитрова
- Коко Тайсъна